# Artemis Paralia
Artemis Paralia, die Artemis der Meeresküste, hatte einen Tempel in Kition bei Larnaka auf der Mittelmeerinsel Zypern in der sogenannten Skala, einer Landzunge zwischen den Salinen und dem Meer, in der Nähe des Melkart (Eschmun)-Tempels. Isaak Hall vermutet eine Verbindung zu der Geschichte der Iphigenie auf Tauris, wahrscheinlicher aber ist eine Verbindung der Göttin mit der Salzgewinnung.